# Tswaing
La municipalité locale de Tswaing est une municipalité locale d'Afrique du Sud, située dans la province du nord-ouest. Son siège se trouve dans la ville de Delareyville.

## Géographie
La municipalité compte les villes suivantes :
- Agisanang
- Atamelang
- Bakolobeng
- Barolong Boo Ratlou Ba Ga Seitshwaro
- Bopanang
- Delareyville
- Kopano
- Letsopa
- Mixed TA
- Ottosdal
- Sannieshof